# Rui Gomes de Alvarenga
Rui Gomes de Alvarenga, conde palatino com o privilégio correspondente de soberania delegada no que respeitava à Administração do Reino e à Justiça, doutor em Leis, presidente da Casa da Suplicação (em 24 de Junho de 1452), fidalgo do Conselho dos reis D. João I, D. Duarte e D. Afonso V, do qual foi chanceler-mor (confirmado a 10 de Agosto de 1463). Foi igualmente seu valido e embaixador a várias cortes estrangeiras, nomeadamente a Castela em 1442, senhor de Vila de Rei e alcaide-mor de Torres Vedras.
Em cima a imagem do seu túmulo e de sua mulher, em estilo gótico, na Igreja da Graça (Lisboa), podemos ler:
- “Aqui jaz o muito prezado Senhor Ruy Gomez de Alvarenga Presidente e Chanceler Mor do Conselho dos muito excelentes príncipes El-Rei D. Duarte El-Rei D. Afonso V e filho do muito honrado Senhor Gomez Moniz de Vasconcelos Chanceler Mor do Conselho do muito poderoso Rey D. João I filho da muito nobre Senhora Cª. Teixra Camareira Mor da muito excelente Princesa e Infanta Dona Isabel Duquesa de Uregonha finouse a xxbiij de Agosto[1] de 1475[4]”.

Faleceu em Santarém, no verão de 1475.

## Dados Genealógicos
Pais:
- Dr. Gomes Martins (de Alvarenga) ou Gomes Moniz de Vasconcelos, Chanceler Mor do Conselho de D. João I.
- D. Catarina Teixeira, camareira-mor da infanta D. Isabel duquesa de Borgonha, filha de Estêvão Pires alcaide-mor de Torres Vedras e Maria Gonçalves (Teixeira).[3]

Casado com:
- D. Mécia de Melo ou D. Milícia de Mello Soares. Filha de Estêvão Soares de Melo, senhor da honra de Melo, e D. Teresa NovaisLinhagem de Lopo Soares de Alberga, CHAM — Centro de Humanidades, Faculdade de Ciências Sociais e Humanas da Universidade Nova de Lisboa e Universidade dos Açores ou de D. Tereza de Andrade, filha de Rui Nunes Freire de Andrade, senhor de Algés.

Tiveram:
- Gomes Soares de Melo, alcaide-mor de Torres Vedras (19 de Junho de 1477); reposteiro-mor (15 de Julho de 1476) e conselheiro dos reis D. Afonso V, D. João II e D. Manuel I,[6] com sepultura no Convento do Varatojo,[4] casado com D. Filipa de Castro, filha de D. Garcia de Castro de D. Brites da Silva filha do 1º Visconde de Vila Nova de Cerveira.[3]
- Lopo Soares de Albergaria, vice-rei da Índia, 1.º senhor de Pombalinho (Soure), casado com D. Ana de Albuquerque, filha de Nuno da Cunha «o Velho».
- Fernando de Melo ou Fernão de Melo, enterrado no referido túmulo da família no Convento da Graça[4]
- Afonso Rodrigues de Melo
- Beatriz Soares de Melo casada 1.º com Álvaro Coutinho e 2.º com D. Pedro de Meneses, 1.º Conde de Cantanhede